# Ariberto I
Ariperto o Ariberto I, rey de los lombardos, fue hijo del duque Gundoaldo de Asti, quien al ser nieto del duque Garibaldo de Baviera, perteneció a la dinastía agilolfinga. Gobernó entre los años 653 a 661 aproximadamente. Levantó en Tesino el santuario de Nuestro Señor Salvador, que se haya fuera de la puerta occidental llamada Marenca, lo engalanó de diversos ornamentos y lo dotó de abundantes posesiones. 
Durante su reinado extendió de protección oficial al catolicismo, ya tradicional en su familia, y se opuso al arrianismo. 
Así pues, Ariberto, después de haber gobernado durante nueve años en Tesino, dejó el reino a sus hijos Pertarito y Godeberto, aún adolescentes, a lo que accedieron los nobles. Fue enterrado en Pavía en la Basílica del Santísimo Salvador, que él mismo fundó..

## Familia
Ariberto tuvo los siguientes hijos :
- Pertarito, rey de los lombardos.
- Godeberto, rey de los lombardos.
- Una hija casado con el duque Grimoaldo I de Benevento, también rey de los lombardos.